# Gejzír

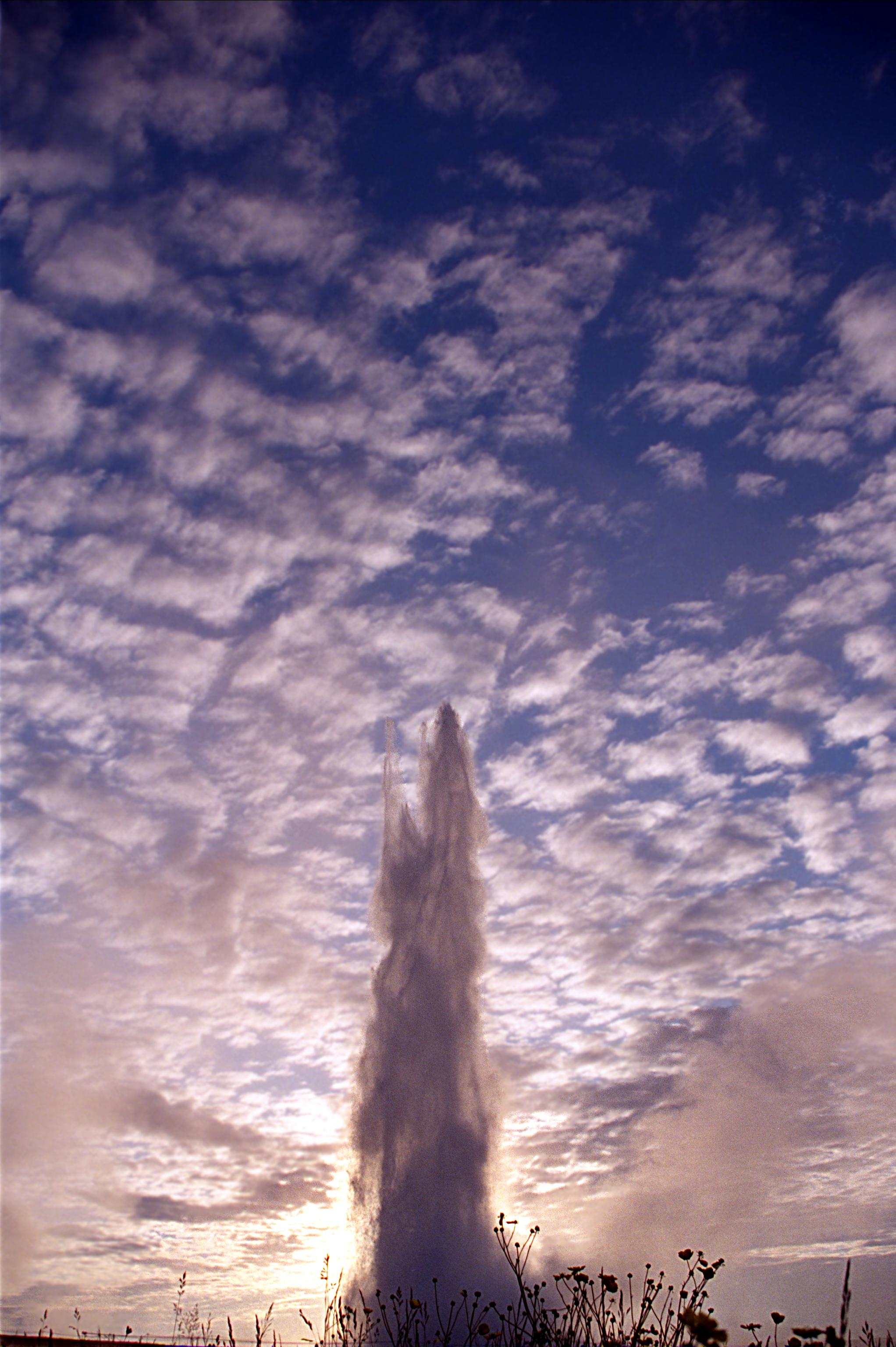
Strokkur gejzír, Izland

A gejzír (más néven szökőforrás) melegvizes forrás, mely többnyire szabályos időközönként kitör, és vizet, illetve vízgőzt juttat szökőkútszerűen a levegőbe.
Nevét a világ szinte minden nyelve az Izlandon található Geysir nevű gejzír nevéből vette. Ennek a nevezetes gejzírnek az izlandi gjósa (=kitörni) igéből származik az elnevezése.

## Működése
A ma is érvényben lévő elmélet szerint (aminek alapjait 1846-ban Robert Wilhelm Bunsen fektette le) a gejzír üregeinek, csatornáinak mélyén magmatikus gázokból származó hő halmozódik fel. Ez a hő hevíti a mélyben lévő vizet, melynek következtében robbanásszerű gőzfejlődés indul el. A felfelé törekvő gőz löki ki a kürtőből a vizet, így keletkezik a gejzírenként változó magasságú vízoszlop. Fontos, hogy a repedések, hasadékok járatai kanyargósak, változó szélességűek legyenek, ugyanis ha ez a feltétel nem adott, akkor a forrásban lévő víz szabályos mozgásba kezdene, cirkulálna, és ebben az esetben egyszerű hőforrás lenne.
A kitörések időszakosságának az a magyarázata, hogy a víznek vissza kell térnie a repedésekbe, vagyis újra meg kell telnie a kürtőnek, illetve időre van szükség ahhoz, hogy a felszínre jutott, lehűlt víz ismét forrni kezdjen, és a gőzképződés meginduljon.
A vízoszlop által elért magasságot és a kitörések között eltelő időt alapvetően két paraméter befolyásolja. Egyrészt a járatok, repedések alakja, másrészt az az idő, ami ahhoz kell, hogy a kitörés után ismét megteljenek vízzel a járatok. Ennek köszönhető, hogy a világ szökőforrásai nagyon különböznek a kitörő vízoszlop magasságában, és a kitörések közötti időtartamban.

### A működés szakaszai

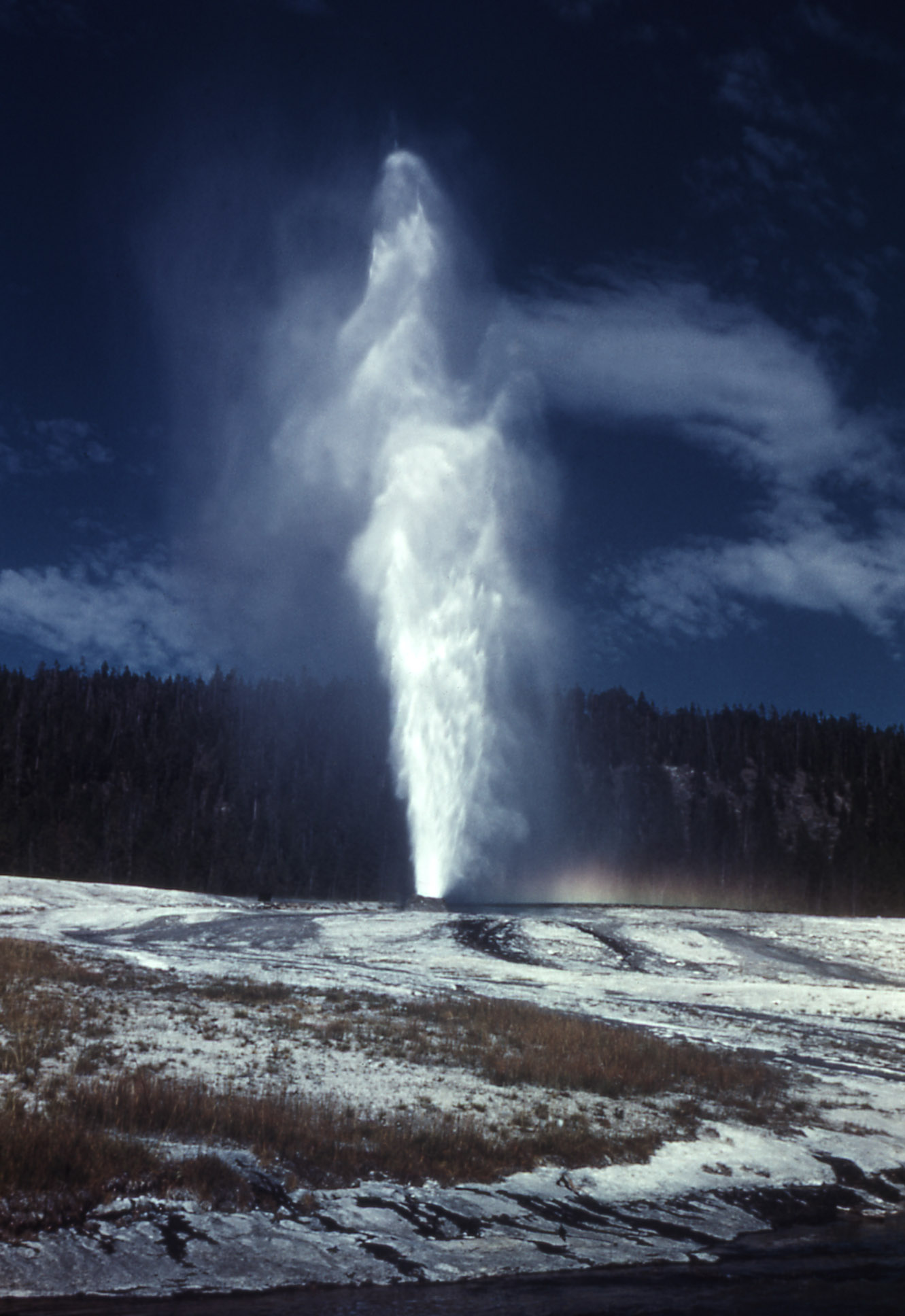
Beehive gejzír, Yellowstone Nemzeti Park

Kövessünk végig egy ciklust lépésről lépésre. Kezdjük onnan, hogy a gejzír épp kitört, így a járatrendszer szinte üres, a víz pedig a felszínen jelentősen lehűlt.
- A felszíni, hidegebb víz visszaszivárog a járatrendszer felsőbb rétegeibe, és az alsóbb szintek is kezdenek feltöltődni forró, magmatikus gázokkal dúsított vízzel.
- Ahogy a rendszer kezd megtelni, a hidrosztatikai nyomás az alsóbb rétegekben is eléri a normális értéket.
- A vizet az alulról érkező hő melegíteni kezdi. A melegedő vízben egyre kevesebb szén-dioxid (feltehetjük, hogy a gáz nagy része ez) tud feloldódni, így megindul a buborékképződés.
- A keletkező buborékok elindulnak felfelé a rendszerben, és egyre nagyobbak lesznek, hiszen felfelé egyre kisebb a hidrosztatikai nyomás.
- Ennek következtében a víz sűrűsége csökkenni kezd, tehát megnő a térfogata, s egy kis víz kiömlik.
- Ennek következtében lecsökken a hidrosztatikai nyomás, vagyis az alsó rétegekben lévő túlhevített víz gőzzé alakul, amely ugyancsak kiszorít egy kis vizet, így ez a folyamat erősíti magát: hirtelen felforr a rendszerben lévő víz és felszínre tör.
- A kitörés hatására a járatrendszer kiürül, a magmatikus gázok ismét benyomulhatnak, és lassan kezd visszaszivárogni a felszínen lehűlt víz.

## Előfordulásuk
Ritka képződmények a Földön, speciális geológiai és klimatikus körülmények szükségesek a keletkezésükhöz. Hat olyan terület van a Földön, ahol sok gejzírt figyelhetünk meg:
- Yellowstone Nemzeti Park az Amerikai Egyesült Államok Wyoming államában. Itt több mint 500 gejzírt tartanak számon.
- Dolina Gejzirov Oroszországban, azon belül a Kamcsatka félszigeten. Körülbelül 200 aktív gejzírrel.
- Új-Zéland északi szigetén, ahol 51 található.
- Chilében az El Tatio. Itt összesen 38 működő gejzír van, egész Chilében 46.
- Izlandon a Haukadalur nevű területen 26 található.
- Alaszkában az Umnak szigeten 8 darabot tartanak számon.

Ezeken a helyeken kívül többfelé találhatók kisebb számban (többnyire önállóan) gejzírek:
- Az Egyesült Államokban: Nevada, Kalifornia és Oregon államokban Alaszkán kívül.
- Indonéziában Szumátrán, Jáván, Celebeszen, illetve Pápua Új-Guineában.
- Peruban 10, Mexikóban 9, Bolíviában 2 gejzír ismert.
- Kínában szintén 10, Japánban 4.
- Kenyában 4, Etiópiában 2.

Az aktív gejzírek számával óvatosan kell bánni, mert nagyon könnyen sérülhet az aktivitás. Egy földrengés könnyen megszüntetheti a működést, de ritka esetekben inaktív gejzír válhat földrengés hatására ismét aktívvá. Ez utóbbi történt a Geysirrel is Izlandon 2000-ben.
A geotermikus energia hasznosítása miatt több helyen „szemet vetettek” a gejzírekre, ami veszélyezteti az aktivitást.

## A Strokkur kitörése
A Strokkur (jelentése: köpülő), Izlandon a Haukadalurben található, a Geysir közvetlen közelében. A Strokkur 8-10 percenként tör ki, és nagyjából 30 méter magasra lövi fel a vizet.

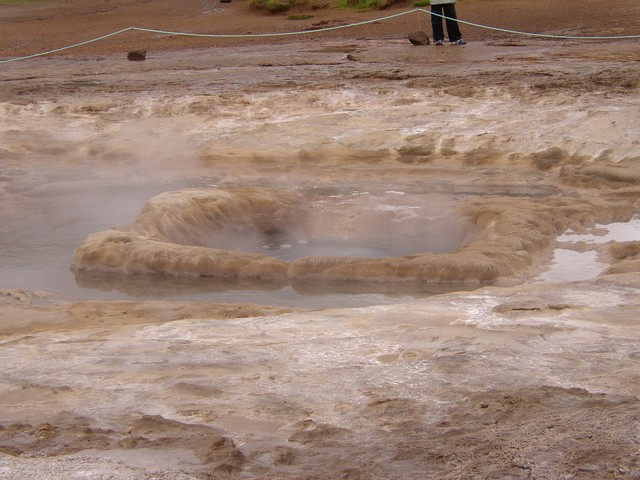
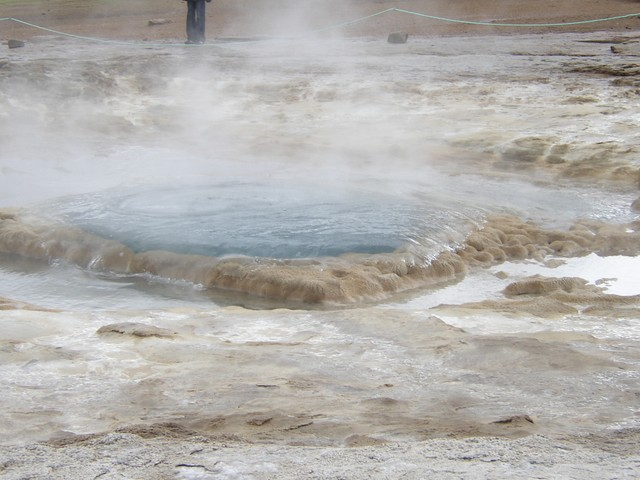
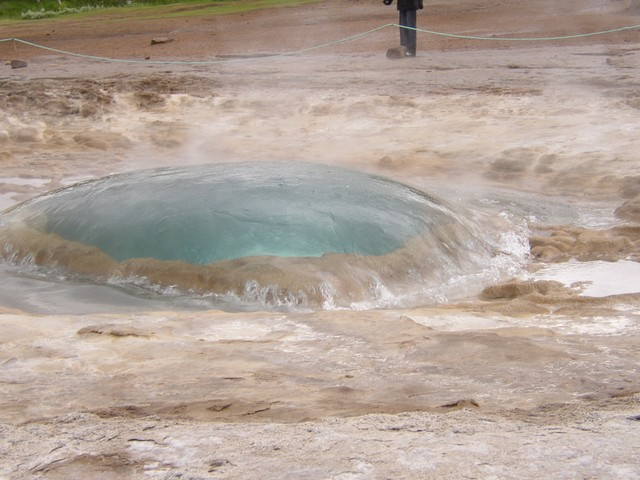
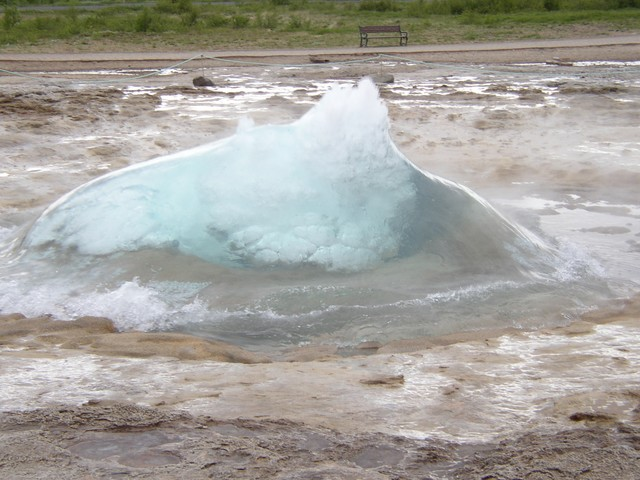
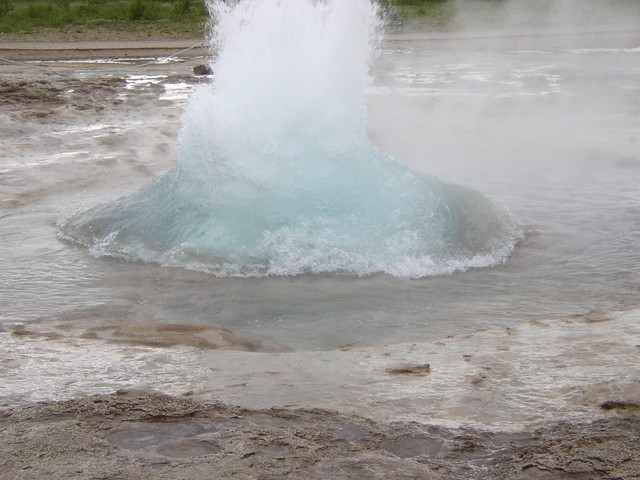
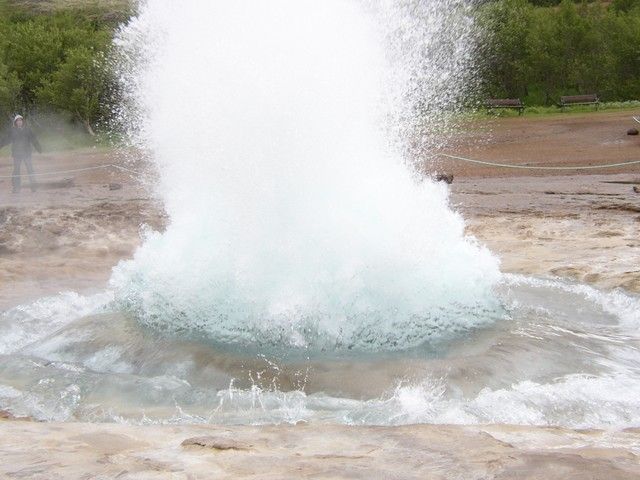
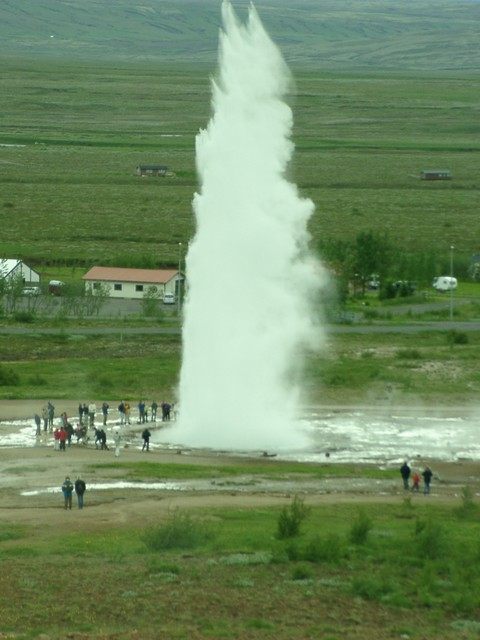

## Hasznosításuk
A gejzírek természetesen komoly turisztikai célpontok. Igazán látványos jelenségek, így nagy tömegeket vonzanak.
Ezen kívül is van azonban hasznuk az ember számára. Izlandon, Új-Zélandon és Japánban fűtésre is használják a gejzírek hőenergiáját, amit geotermikus erőművekkel termelnek ki.

## Nevezetes gejzírek

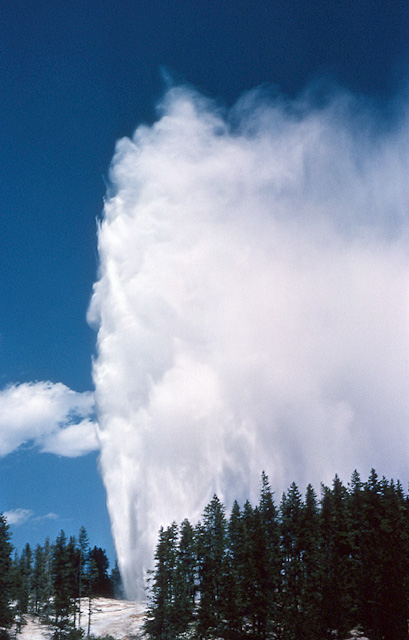
A „Steamboat”, vagyis „gőzhajó” gejzír, Yellowstone Nemzeti Park

- A jelenleg működők közül a Steamboat (=gőzhajó) (Yellowstone Nemzeti Park) produkálja a legmagasabb vízoszlopot. Szerencsés esetben 130 méter magasra lövi fel a vizet, bár az ilyen magasságú kitörés nagyon ritka. Az átlagos érték sem csekély, hiszen minden alkalommal legalább 75 méteres a vízoszlop.
- Az Új-Zélandon egykor található Waimangu a történelem legmagasabbra kitörő példánya. Csak 1900 és 1904 között működött, de akkor 460 méter magasra is képes volt a vizet eljuttatni. Sajnos egy földcsuszamlás véget vetett a látványnak és a gejzírnek is.
- A Grot Jubilejnyij a Dolina Gejzirovban található szökőforrások egyike. Érdekessége, hogy a víz nem függőlegesen, hanem ferdén tör ki. A vízsugár legmagasabb pontja nem emelné ki a gejzírek közül, hiszen az „mindössze” 33 méter, ám 76 méterre is képes eltávolítani a vizet a kitörés pontjától.

## Egyéb érdekességek
Kassától 40 km-re, Ránkfüred község mellett található egy mesterségesen, de véletlenül létrehozott gejzír. A területen végzett próbafúrás során 40 méter magasra lövellt ki a felszín alatt összegyűlt víz. Azóta folyamatosan működik, 20-24 óránként 25 méter magasságig tör fel. A Zempléni-hegység szlovákiai folytatásában található gejzír Közép-Európában egyedülálló.
Ez a gejzír viszont hidegvizes gejzír, csak úgy mint a Németországban található Andernach-i hidegvizes gejzír (http://www.geysir-andernach.de/). Ezek "mozgatórugója" viszont nem a hő, hanem a széndioxid, és ezek minden esetben mesterséges keletkezésűek, de így is alig több mint 10 darab található belőle a világon (abból 4 Európában).

## Gejzírek a Földön kívül
- A Szaturnusz egyik holdján, az Enceladuson a Cassini-Huygens űrszonda észlelt hatalmas gejzíreket. Az égitest déli sarkának vidékén több kitörést is rögzített a szonda.
- A Neptunusz holdján, a Tritonon vannak olyan gejzírek, melyek víz helyett folyékony nitrogént lövellnek a magasba. Itt előfordul 8 km magas nitrogénsugár is.

## Külső hivatkozások
- Gejzírek az Enceladuson
- A működésükről (angolul)